# Kirill Turchin
Kirill Dmitriyevich Turchin (tiếng Nga: Кирилл Дмитриевич Турчин; sinh ngày 4 tháng 9 năm 1990) là một cầu thủ bóng đá người Nga. Anh thi đấu cho FC Pskov-747.